# Муратовка (станция)
Мура́товка — железнодорожная станция Московской железной дороги в городском округе Калуга Калужской области.

## Описание

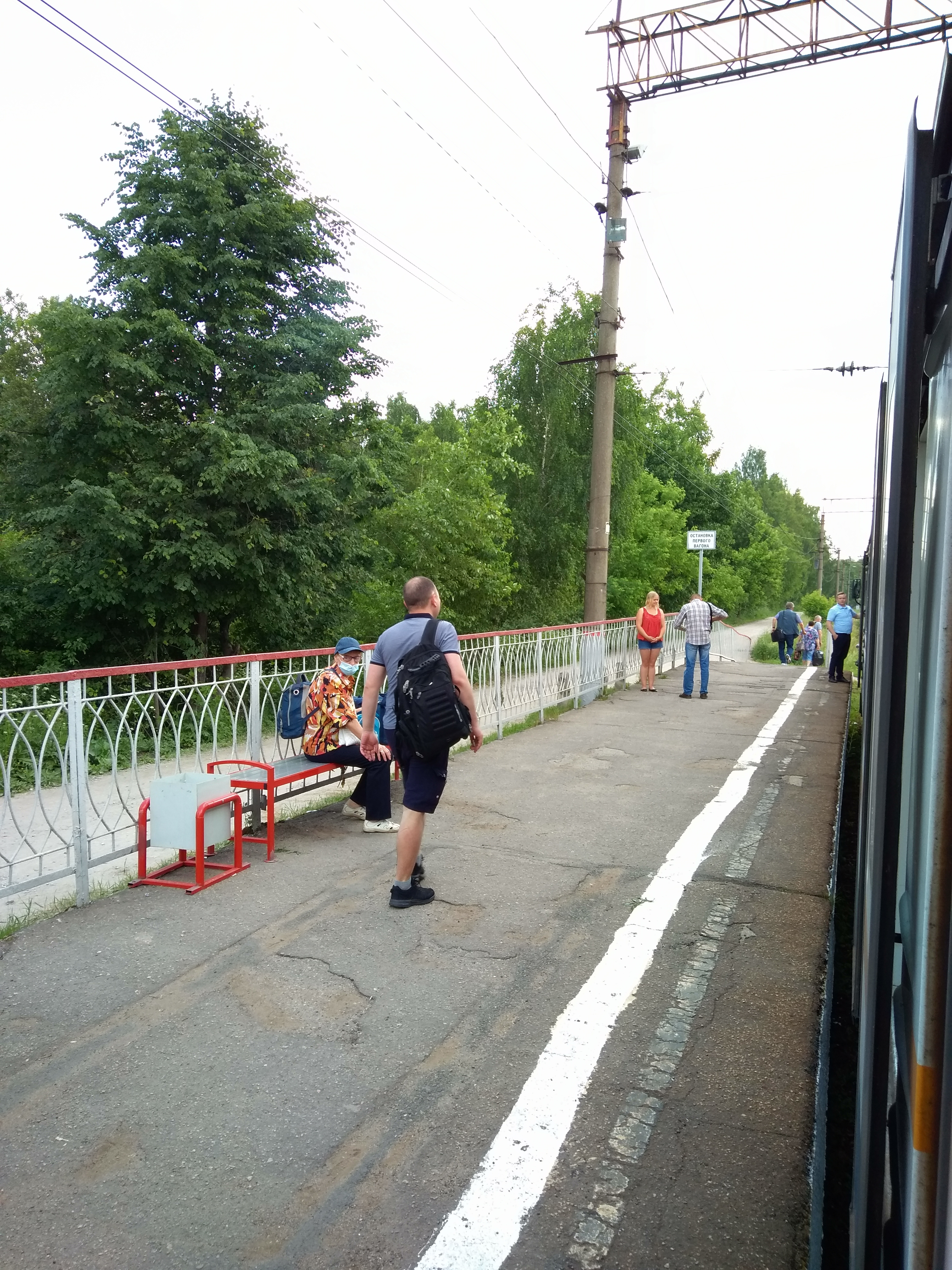

Входит в Московско-Смоленский центр организации работы железнодорожных станций ДЦС-3 Московской дирекции управления движением. По основному применению является промежуточной, по объёму работы отнесена к 5 классу.
На юг выход к одноимённому селу Муратовка, на север к селу Рябинки, оба входят в городской округ Калуга.
Станция является узловой, снабжена соединительными ветвями в обе стороны главного хода Киевского направления Московской железной дороги, которое проходит в чуть более километра западнее центра станции. Саму станцию Муратовка с точки зрения пригородного движения также иногда относят к Киевскому направлению, так как она снабжена прямыми маршрутами электропоездов с Киевским вокзалом Москвы. 
На своей хордовой линии станция находится на электрифицированном участке Полотняный Завод — Калуга I посреди неэлектрифицированной линии, на двухпутном Муратовка — Калуга I посреди однопутной линии (перегон на станцию Тихонова Пустынь в сторону Москвы также двухпутный).

## Пути и платформы станции
На станции четыре пути и четыре пассажирских платформы. Между путями присутствует значительное пустое место от бывшего путевого развития.
- У северного пути находится боковая высокая платформа № 1 для электропоездов из/в сторону Москвы в обе стороны (электропоездами используется только один из путей перегона на станцию Тихонова Пустынь, в который переходит данный путь к западу)
- Южнее проходят следующие два пути, являющиеся продолжением второго пути перегона от Тихоновой Пустыни и главного однопутного хода от Вязьмы. У южного из них находится низкая боковая платформа № 3. Между путями — ещё одна очень узкая и короткая платформа. Платформы используются для пригородных поездов (рельсовых автобусов и автомотрис) из/в сторону Вязьмы.
- С другой стороны вокзального здания проходит южный путь с низкой боковой платформой № 4, для электропоездов из/в сторону станции Сухиничи-Главные. На запад путь переходит в перегон к станции Горенская.
- Ещё один тупиковый путь к востоку от платформ.

## Пассажирское движение
На станции имеют остановку все пригородные поезда, следующие направлением на: Москву, Калугу I, Вязьму и Сухиничи. На маршрутах работают электропоезда и рельсовые автобусы. Поезда дальнего следования остановок на станции не имеют.

## Коммерческие операции, выполняемые на станции
- Посадка/высадка на поезда местного и пригородного сообщения[3].